# محمد صوله
محمد صوله (عربی: محمد صولة؛ زادهٔ ۲۹ ژوئیهٔ ۱۹۹۳) بازیکن فوتبال اهل لیبی است.
وی همچنین در تیم ملی فوتبال لیبی بازی کرده‌است.